# Bazar Vakil

Il  Bazar Vakil (Persiano: بازار وکیل) è il bazar principale di Shiraz, in Iran, situato nel centro storico della città.

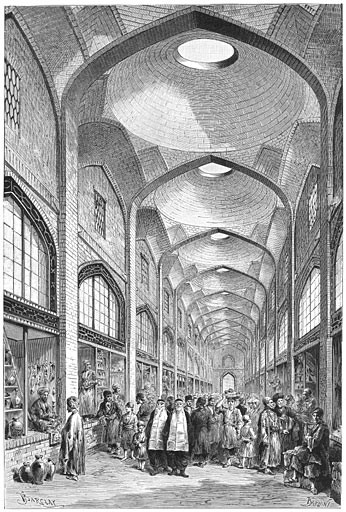
Il Bazar di Shiraz visto da Jane Dieulafoy nel 1881

## Il bazar
Si pensa che il mercato in origine sia stato istituito con i Buwayhidi nel XI secolo, e fu completato principalmente dai Atabaks di Fars, ed è stato ribattezzato dopo Karim Khan Zand solo nel XVIII secolo.
Il bazar possiede bellissimi cortili, caravanserragli, bagni, e vecchie botteghe che sono ritenuti tra i migliori posti di Shiraz per acquistare tutti i tipi di tappeti persiani, spezie, artigianato in rame e oggetti d'antiquariato.
Come altri bazar del Medio Oriente, ci sono un paio di moschee e Imamzadeh costruiti a fianco o dietro il bazar.

## Galleria d'immagini

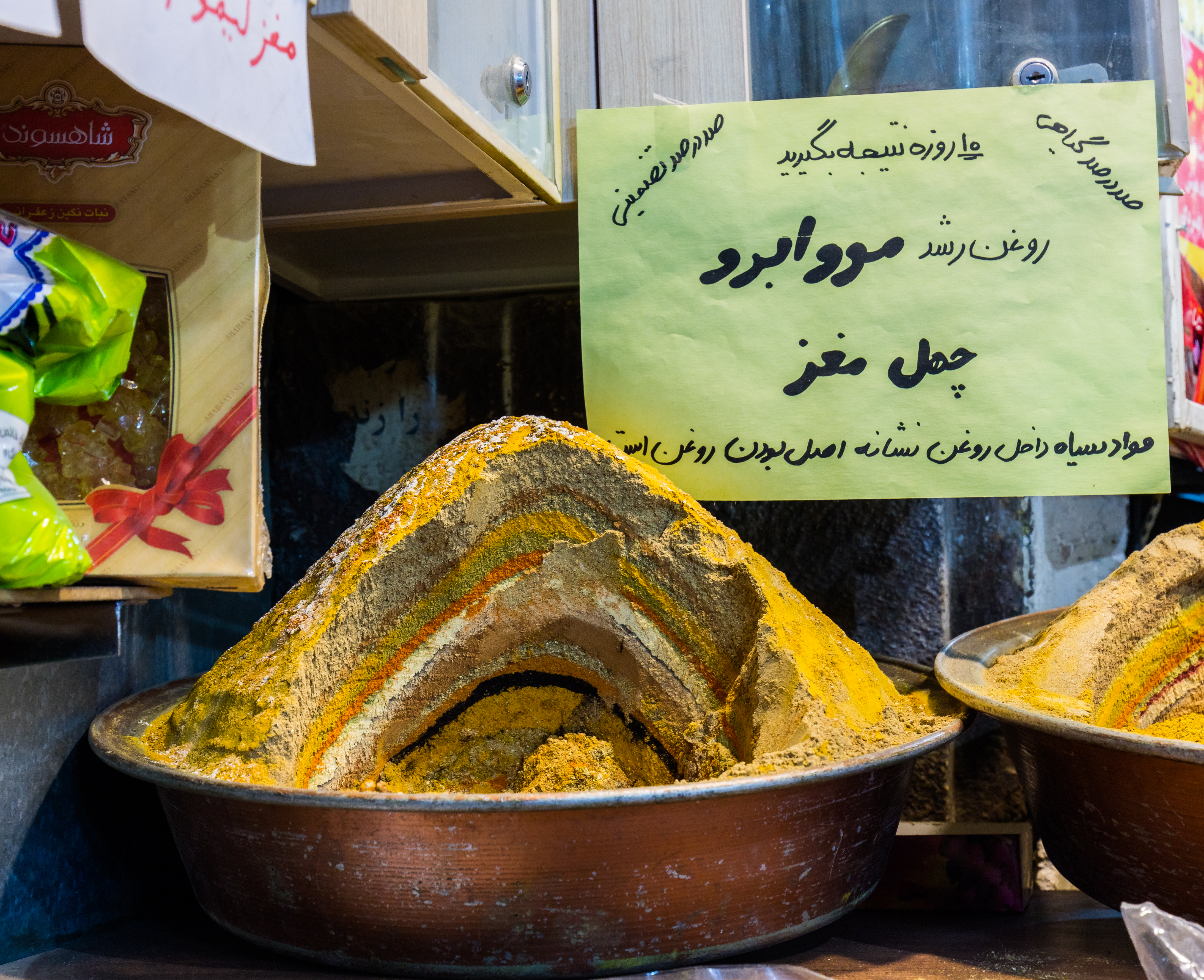
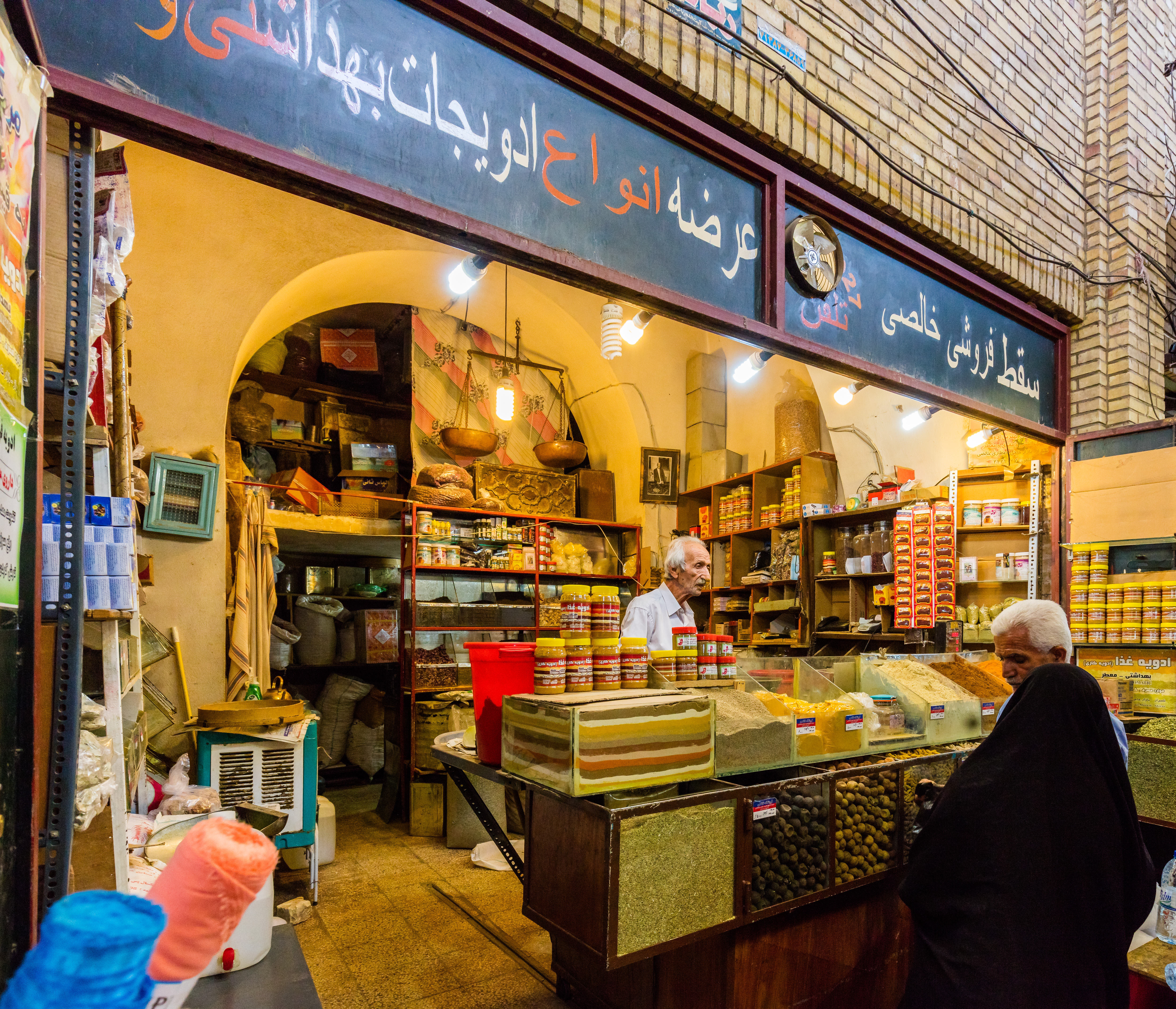
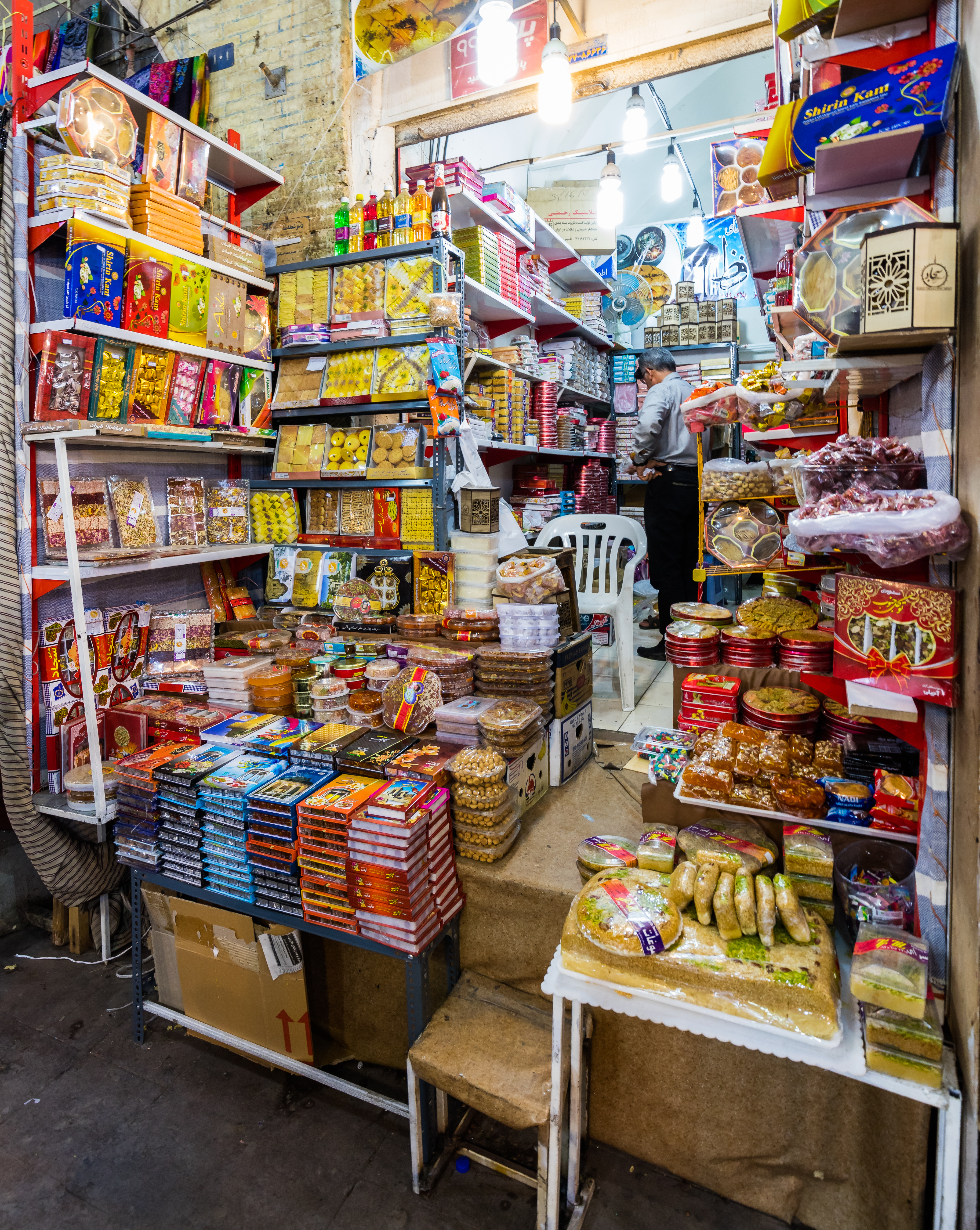
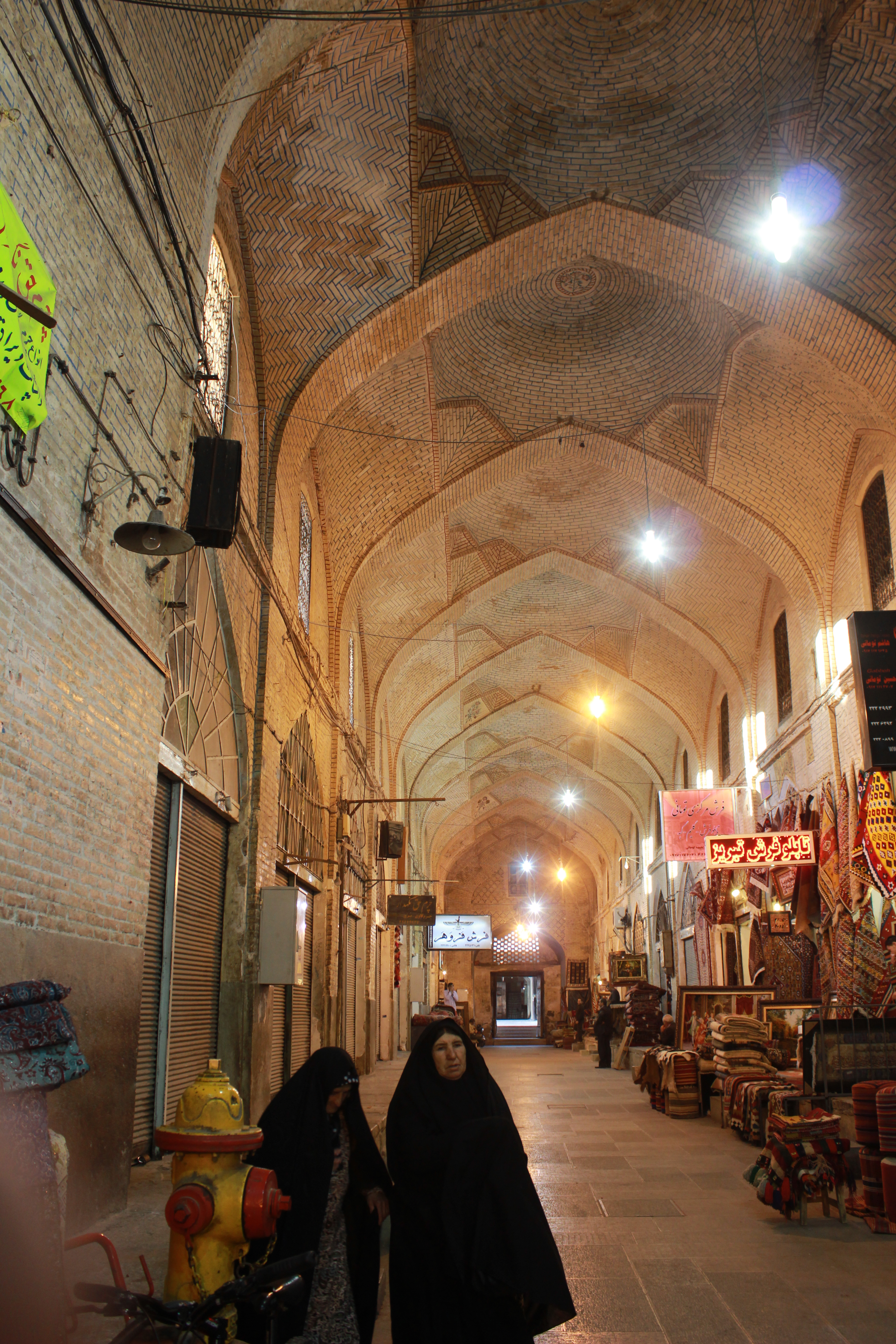
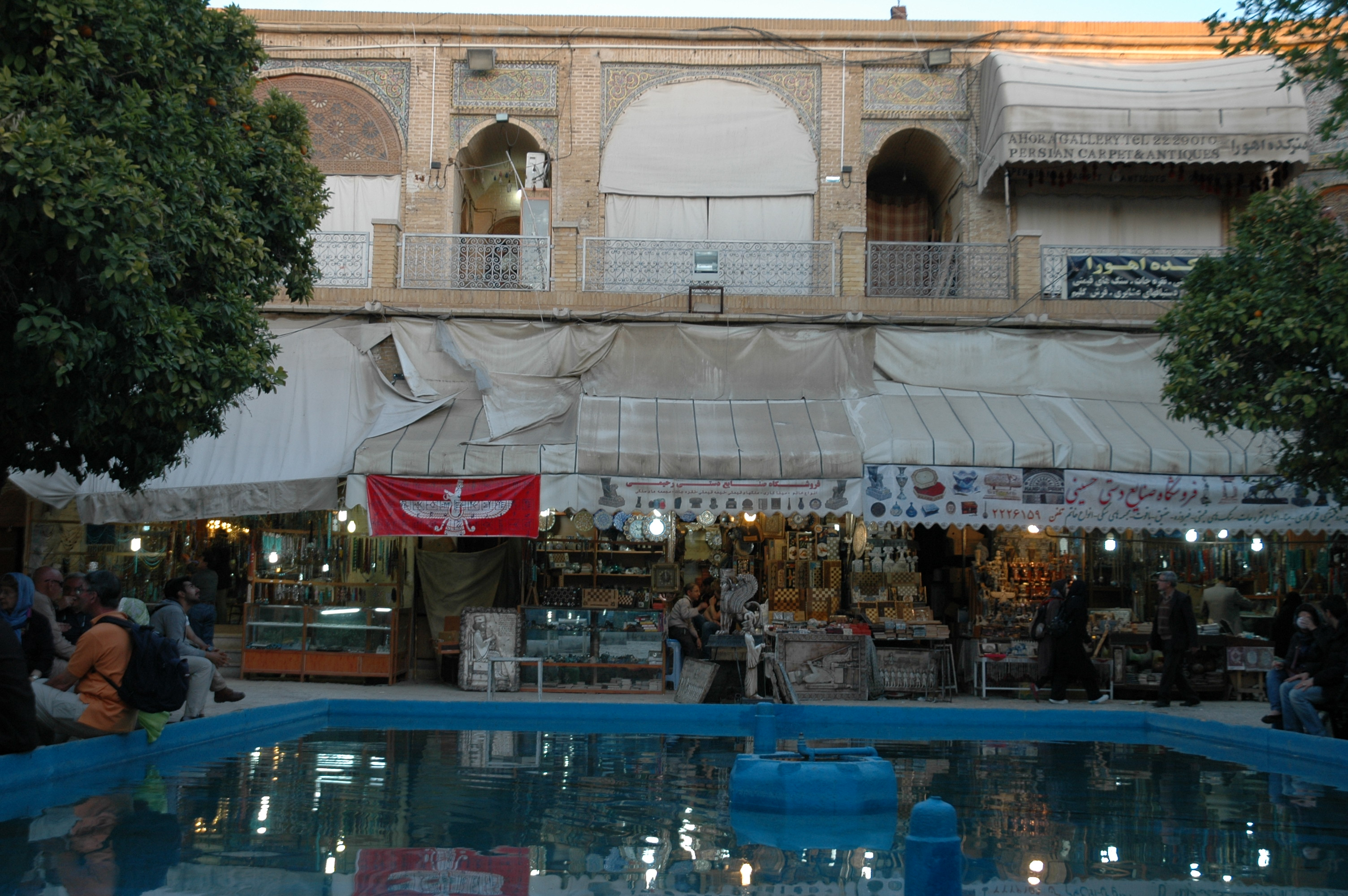
Bazar Vakil, Shiraz
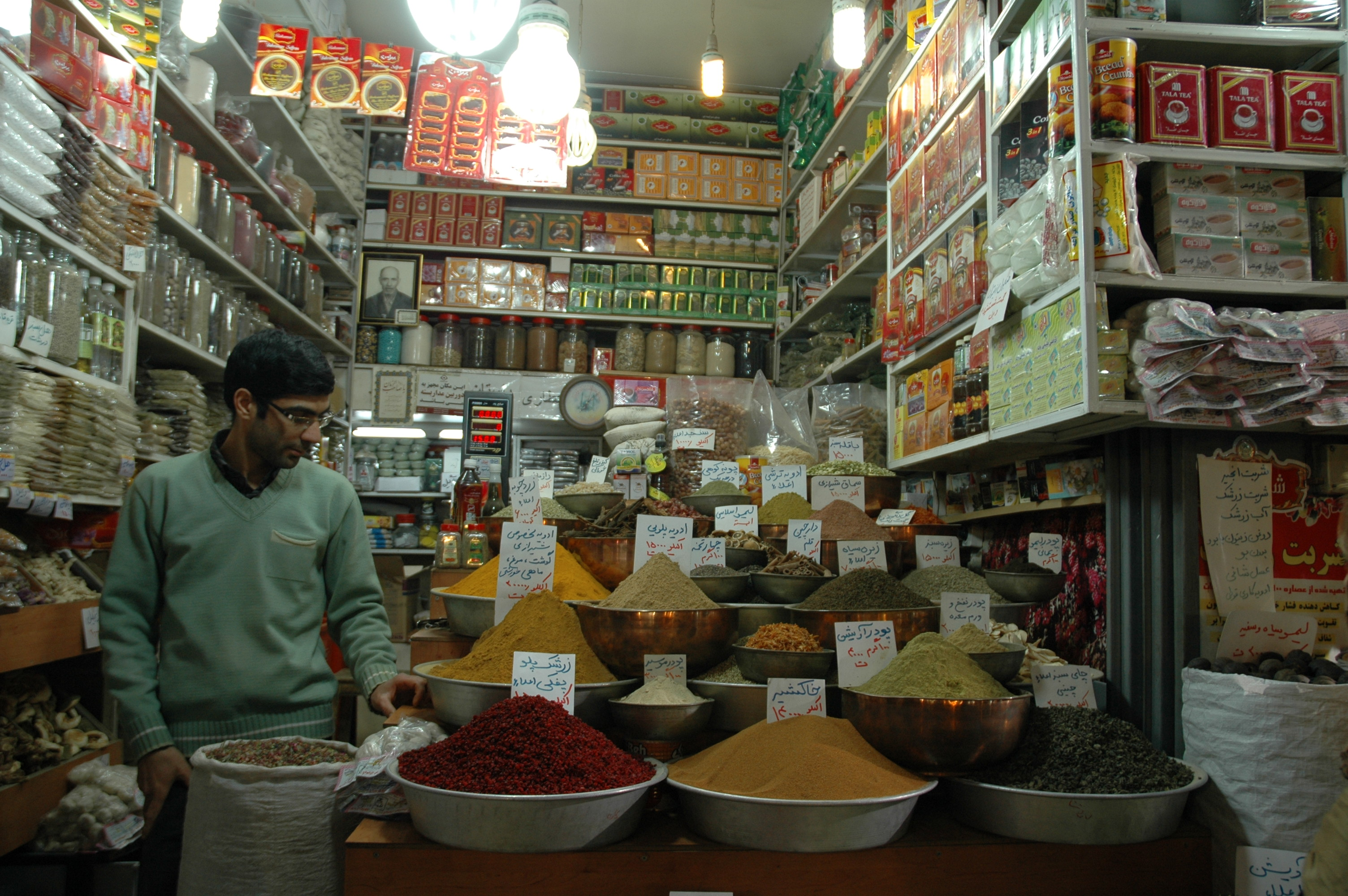
Bazar Vakil, Shiraz
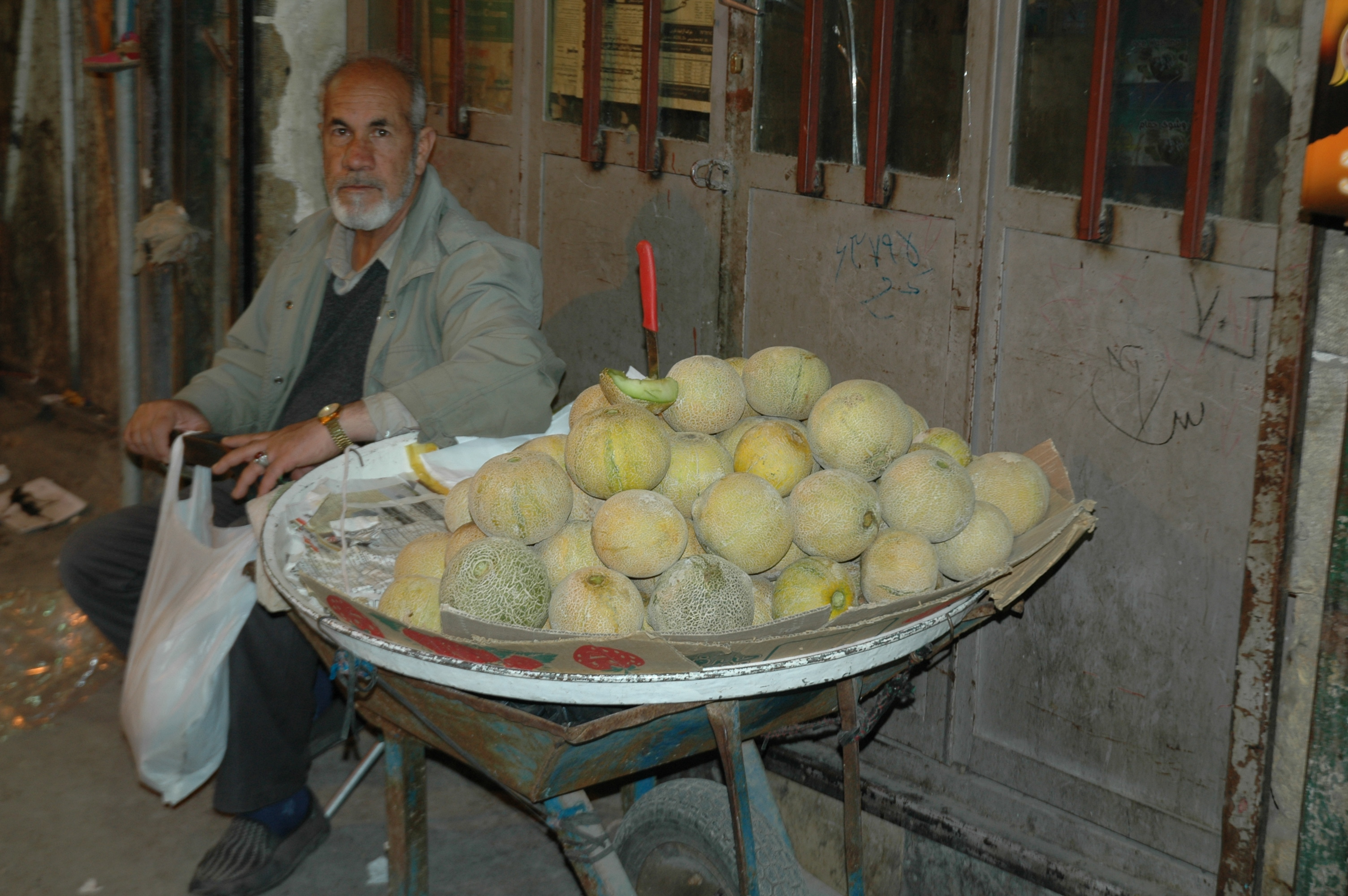
Bazar Vakil, Shiraz
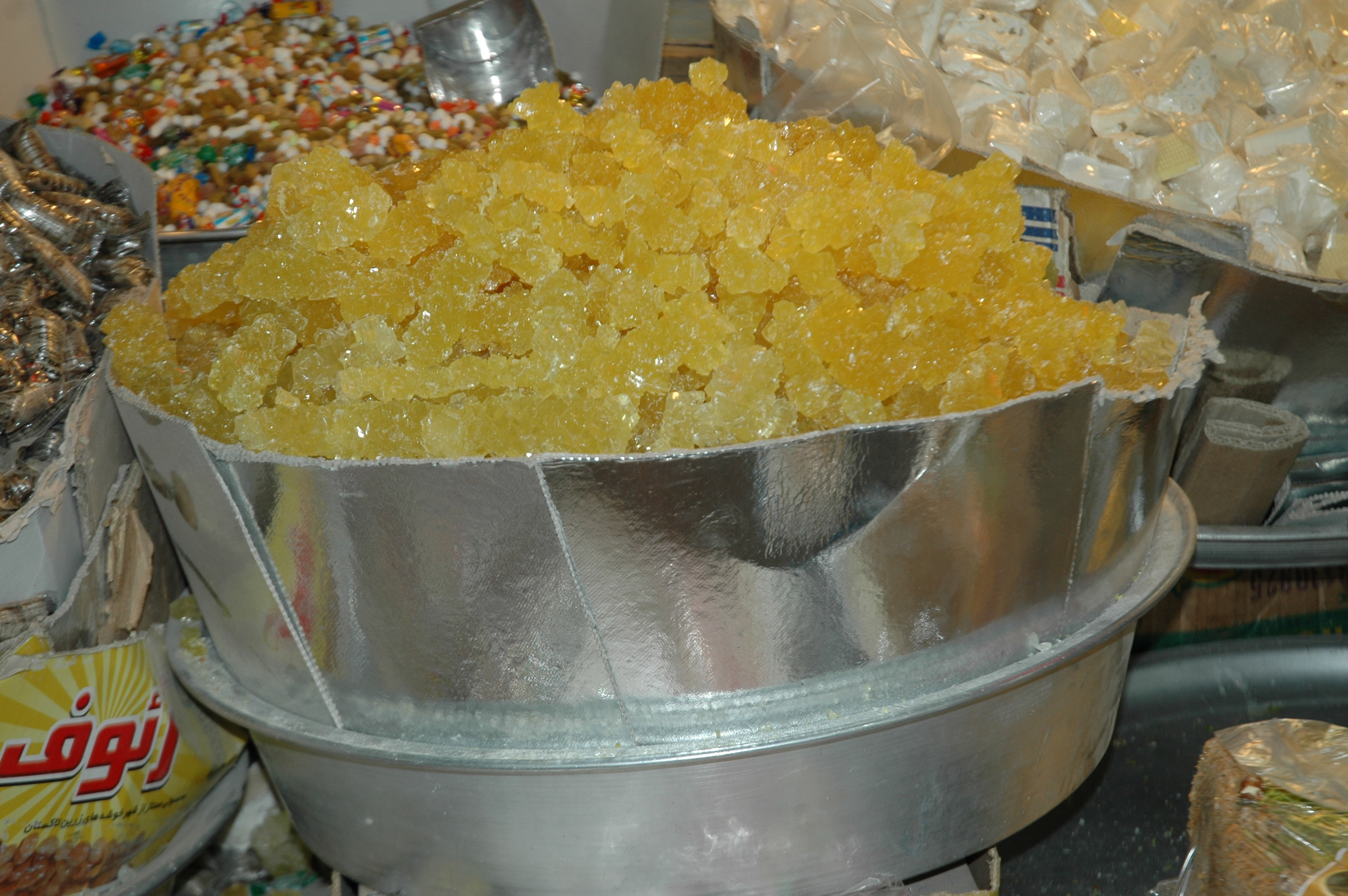
Bazar Vakil, Shiraz
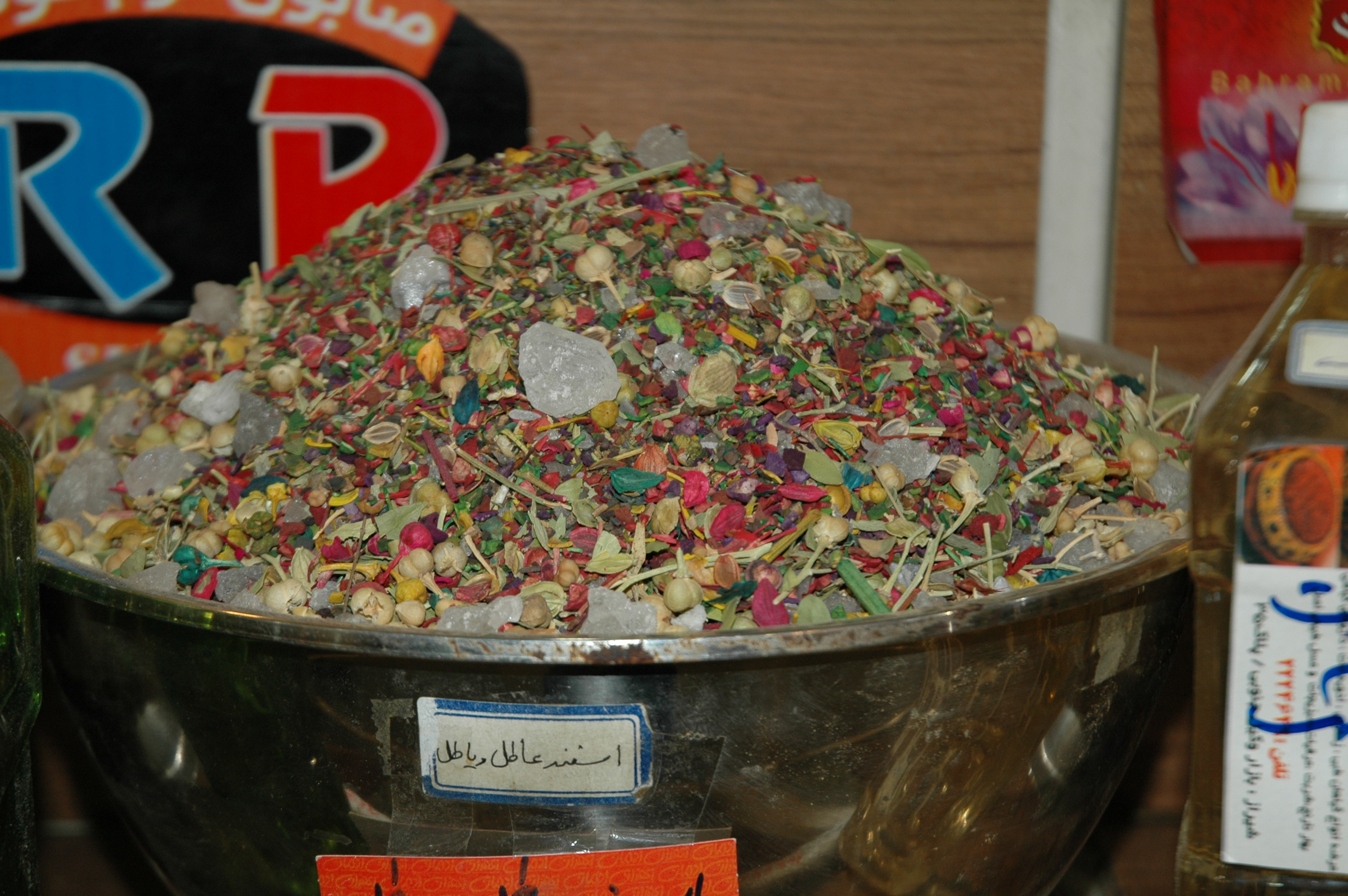
Bazar Vakil, Shiraz